# Badonviller
Badonviller è un comune francese di 1 645 abitanti situato nel dipartimento della Meurthe e Mosella, nella regione del Grand Est.
Fu capitale della Contea sovrana, poi principato, di Salm (poi Salm-Salm) fino al 1751 quando fu spostata a Senones.

## Società

### Evoluzione demografica
Abitanti censiti

## Galleria d'immagini

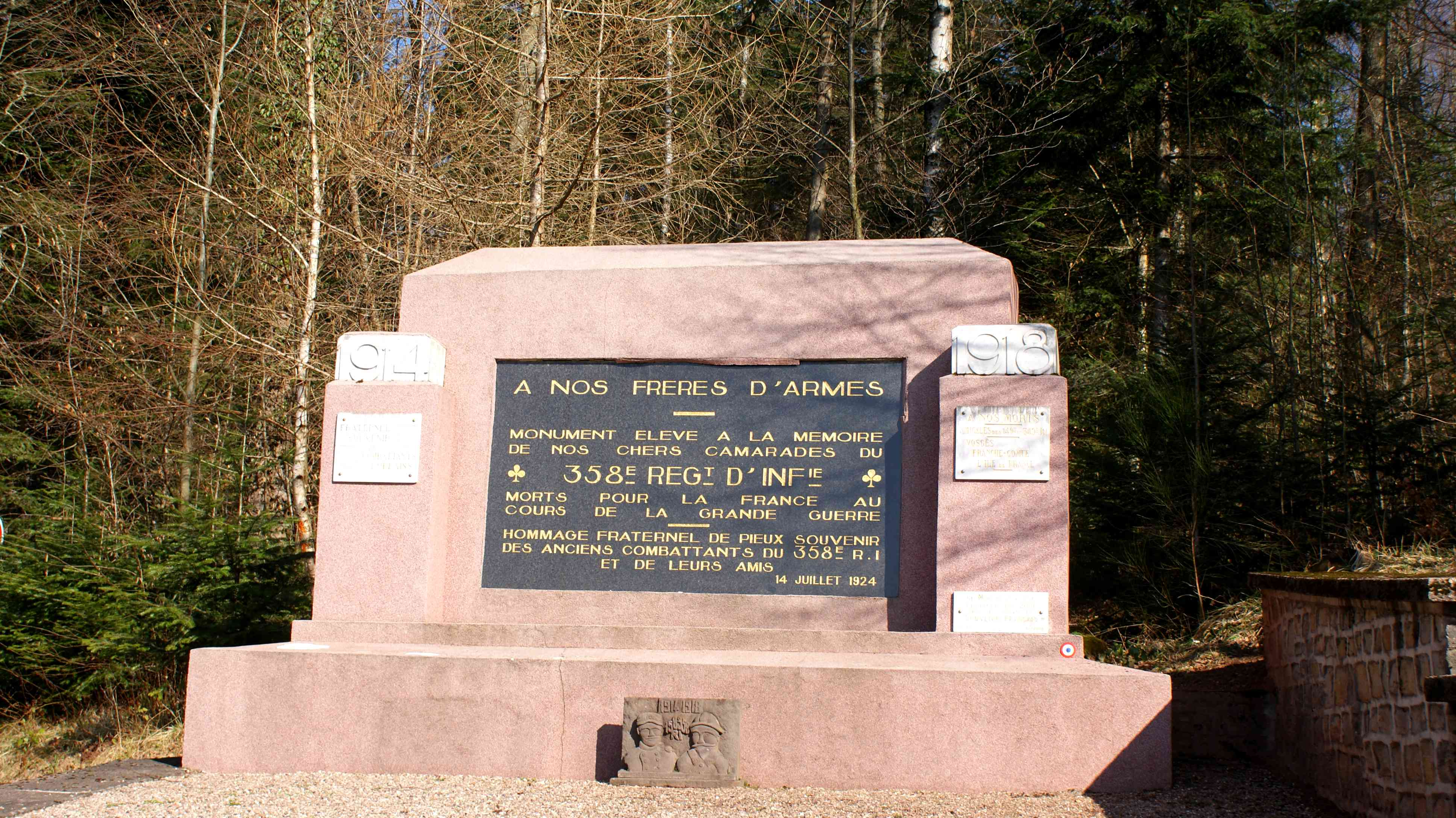
Monument du 358ème RI
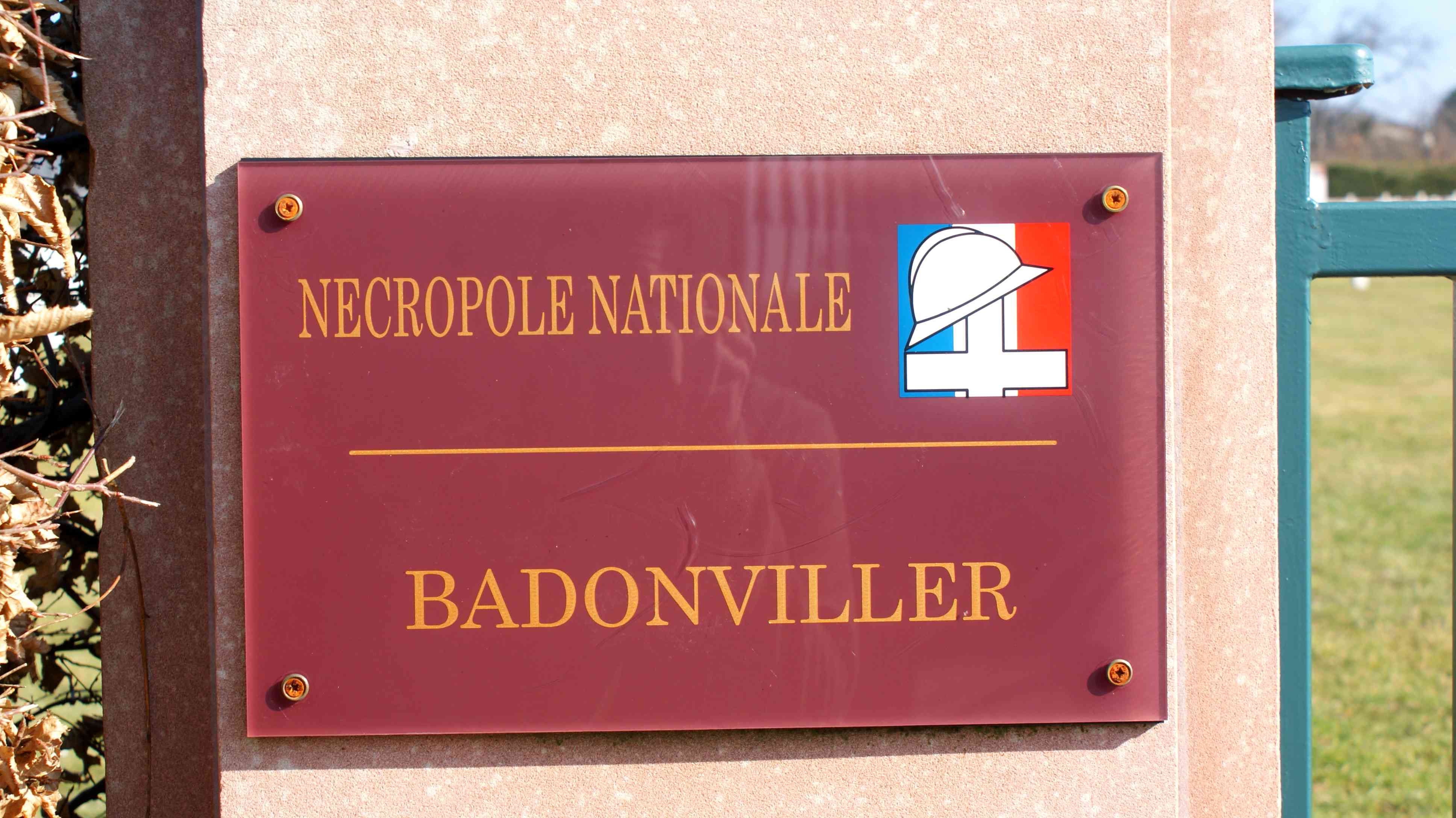
Cimetière militaire
Statue taillée le 15 février 1916
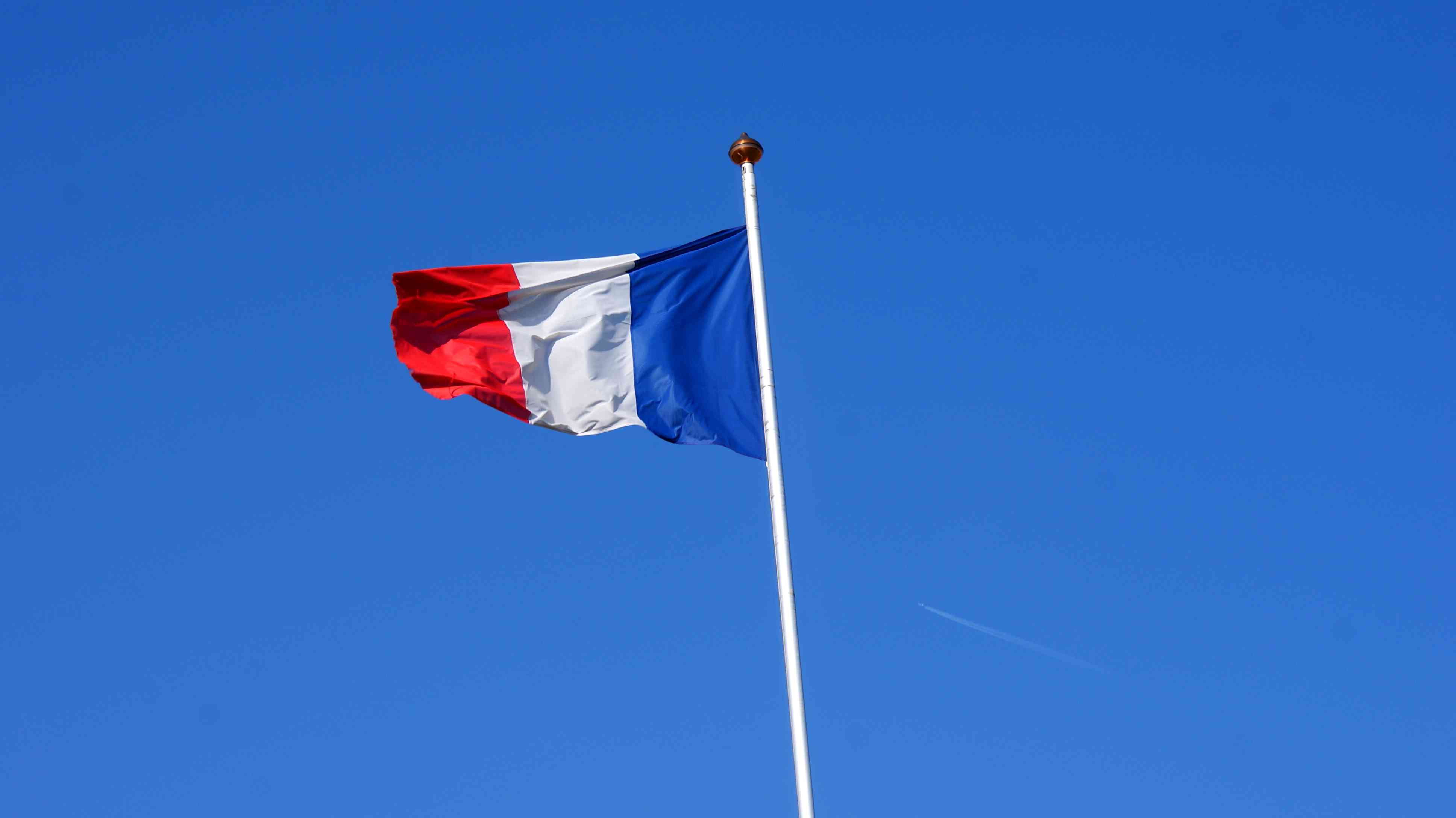
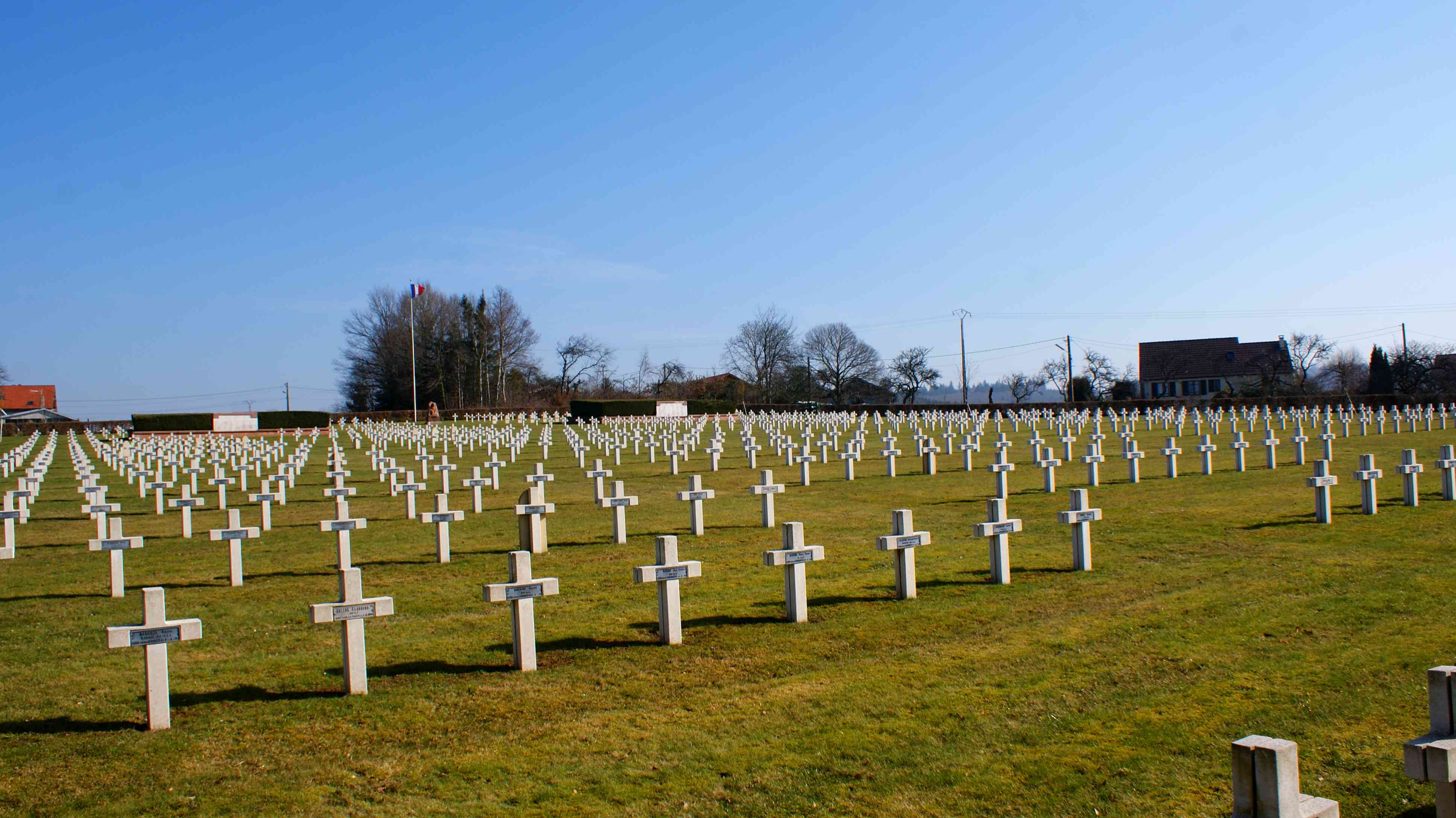
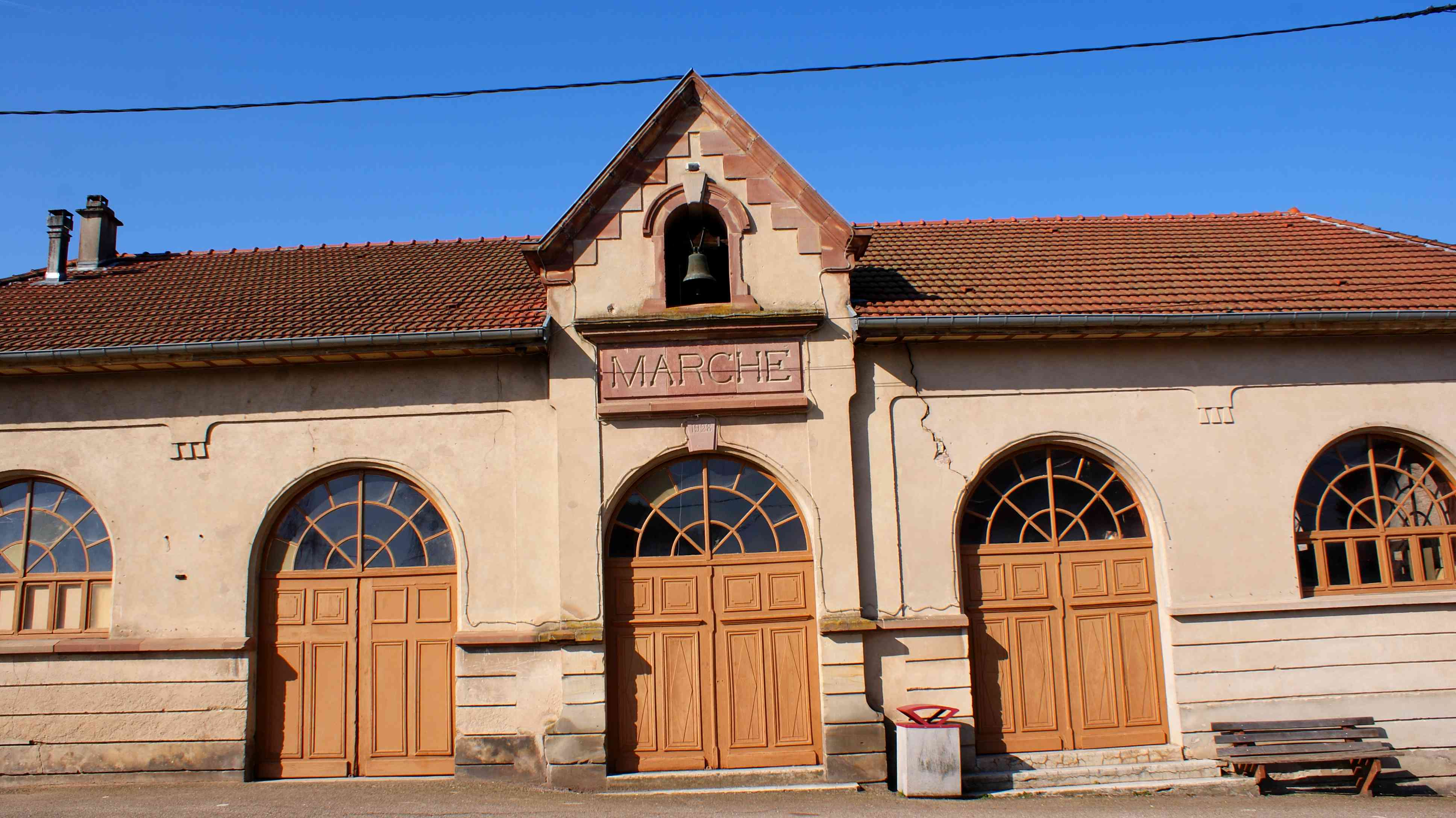
Marché couvert
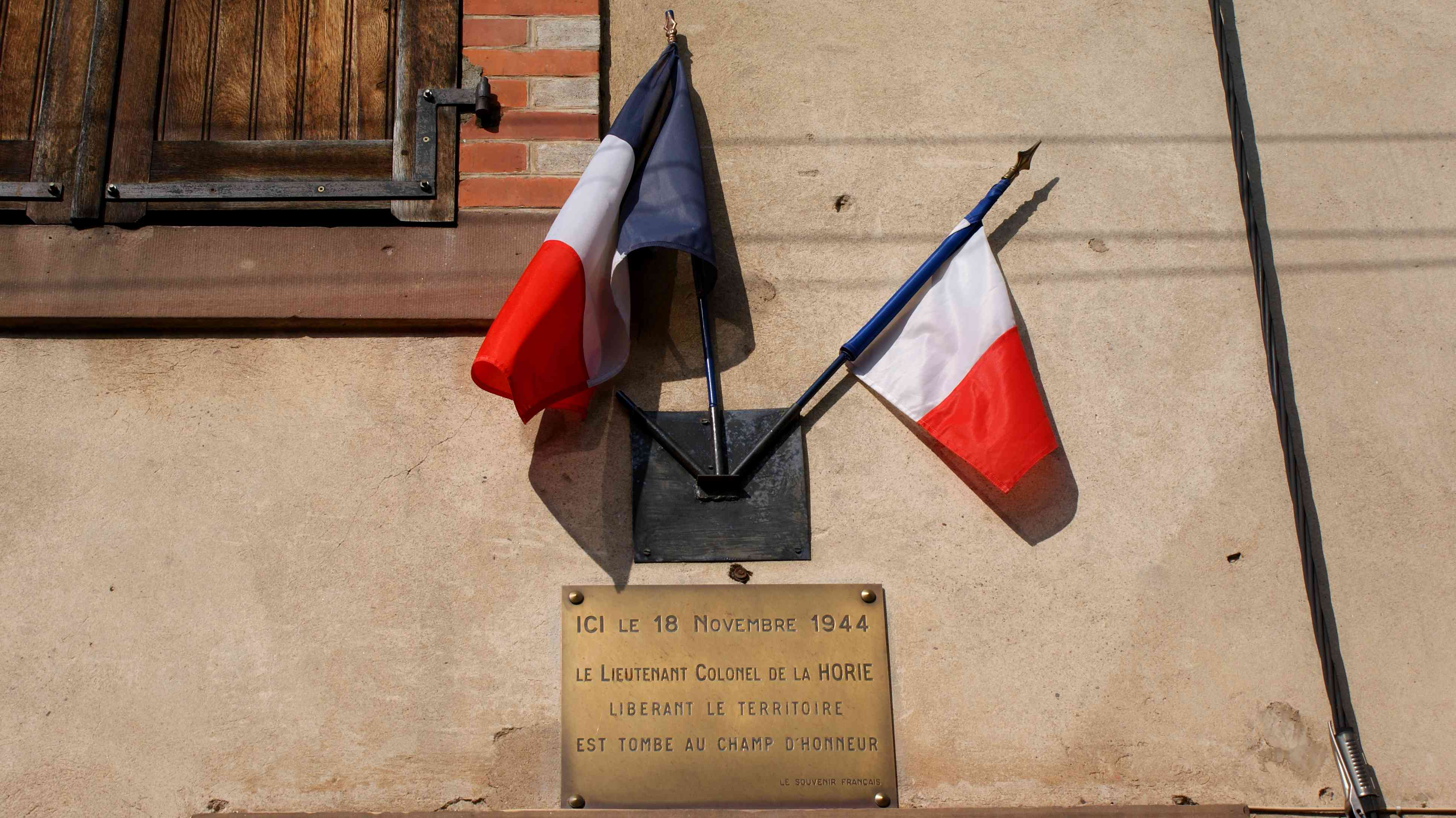
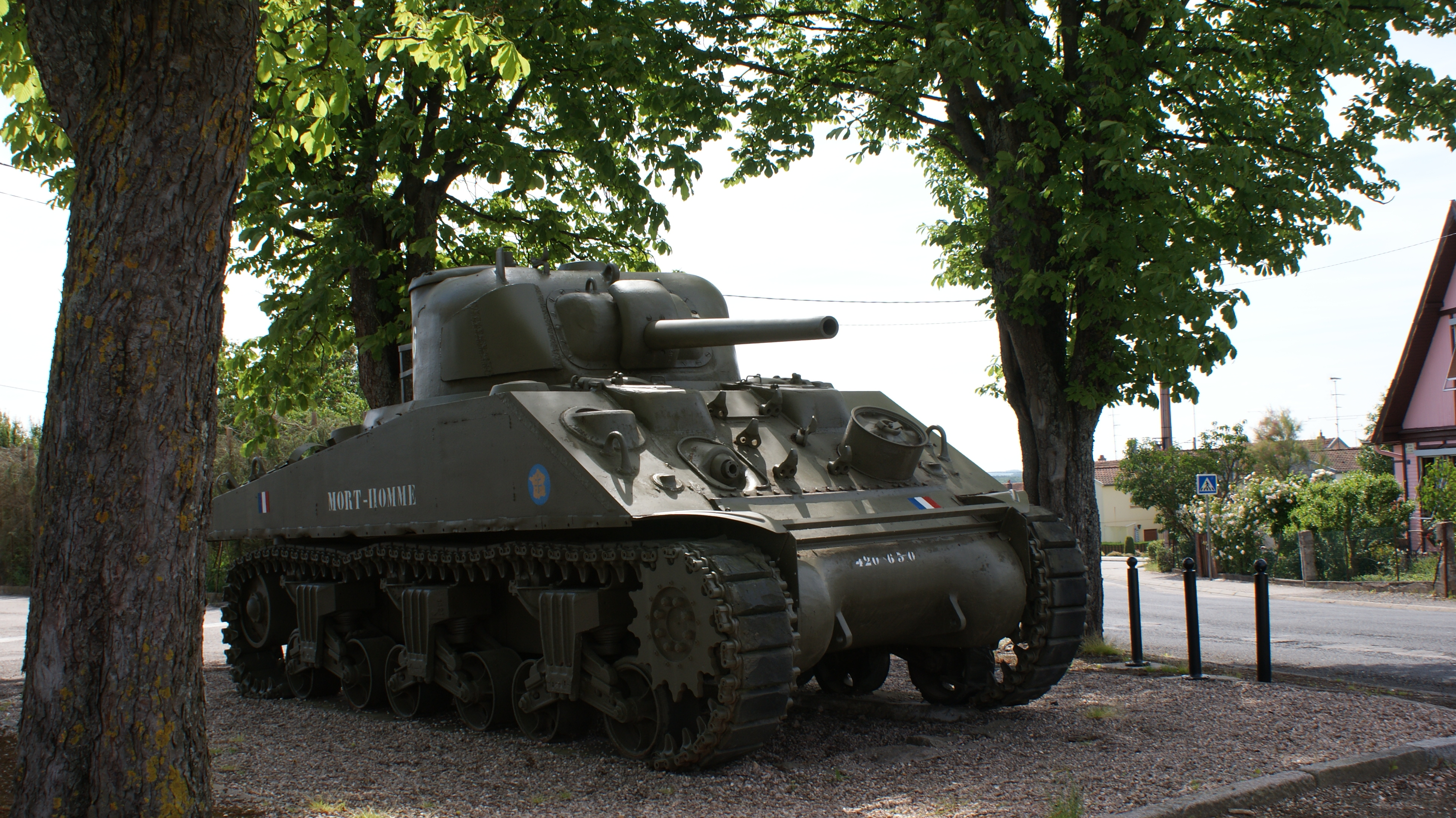